# Acta Apostolicae Sedis

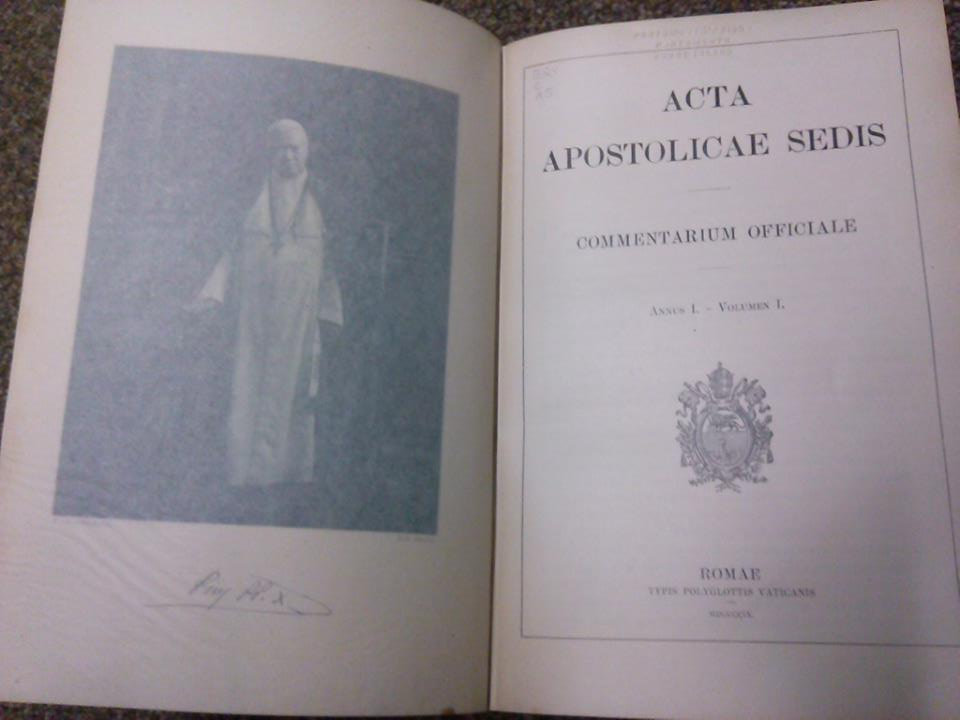
Strona tytułowa pierwszego numeru z 1909 r.

Acta Apostolicae Sedis (łac. Akta Stolicy Apostolskiej, skrót AAS) – oficjalny organ prasowy Stolicy Apostolskiej, który zastąpił wychodzące od 1865 roku Acta Sanctae Sedis.
Powstał 29 września 1908 roku na mocy dekretu papieża Piusa X, pierwszy numer ukazał się 1 stycznia 1909 roku. Pismo publikuje informacje o działalności Kościoła, przemówienia i dokumenty papieskie. Stanowi on organ promulgujący Stolicy Apostolskiej, w którym ogłaszane są ustawy obowiązujące w Kościele powszechnym.